# Conus bayeri
Espèce
Statut de conservation UICN

 LC  : Préoccupation mineure
Conus bayeri est une espèce de mollusques gastéropodes marins de la famille des Conidae.
Comme toutes les espèces du genre Conus, ces escargots sont prédateurs et venimeux. Ils sont capables de « piquer » les humains et doivent donc être manipulés avec précaution, voire pas du tout.

## Distribution
'Locus typicus: "Golfo de Morrosquillo, Colombia."

Cette espèce est présente dans la mer des Caraïbes au large du Panama et de la Colombie.

### Niveau de risque d’extinction de l’espèce
Selon l'analyse de l'UICN réalisée en 2011 pour la définition du niveau de risque d'extinction, cette espèce est connue de la côte nord du nord-ouest du Panama, de Bocas del Toro aux îles Monges, au Venezuela, en Colombie et à San Andreas. Il n'y a pas de menaces connues pour cette espèce d'eau plus profonde. Elle est classée dans la catégorie "préoccupation mineure".

## Taxonomie

### Publication originale
L'espèce Conus bayeri a été décrite pour la première fois en 1987 par le malacologiste américain Edward James Petuch (d) dans la publication intitulée « Charlottesville, Virginia: The Coastal Education and Research Foundation »,.

### Synonymes
- Conus (Dauciconus) bayeri Petuch, 1987 · appellation alternative
- Gradiconus bayeri (Petuch, 1987) · non accepté

## Identifiants taxonomiques
Chaque taxon catalogué par les bases de données biologiques et taxonomiques possède un identifiant qui permet d'établir un point de référence. Les identifiants de Conus bayeri dans les principales bases sont les suivants :
CoL : XWZ6 - GBIF : 6510632 - iNaturalist : 431865 - IRMNG : 11703965 - TAXREF : 94323 - UICN : 192474 - 